# Iosif Stibinger
Iosif Ioan „Ion“ Stibinger (* 30. November 1922 in Reșița; † 17. Juni 1949) war ein rumänischer Fußballspieler. Er bestritt mindestens 70 Spiele in der rumänischen Divizia A und der ungarischen Nemzeti Bajnokság. Der Stürmer gewann im Jahr 1944 mit Nagyváradi AC die ungarische, in den Jahren 1947 und 1948 mit ITA Arad die rumänische Meisterschaft.

## Karriere

### Verein
Die Karriere von Stibinger begann im Jahr 1942 bei Nagyváradi AC in der ungarischen Nemzeti Bajnokság. Dort erzielte er in der Saison 1942/43 sieben Tore und erlangte mit seinem Klub die Vizemeisterschaft hinter Csepeli Weisz Manfréd FC. In der Spielzeit 1943/44 gewann er mit seinem Klub die Meisterschaft.
Nach dem Ende des Zweiten Weltkrieges schloss sich Stibinger dem rumänischen Erstligisten ITA Arad an. Für ITA kam er erstmals im Mai 1947 zum Einsatz und erzielte in der Schlussphase der Saison 1946/47 vier Tore in sechs Spielen. Am Saisonende konnte er mit seinem Klub die Meisterschaft gewinnen. Diesen Erfolg konnte er in der Spielzeit 1947/48 wiederholen. Oberdrein konnte er mit seinem Team im Pokalfinale 1948 gegen CFR Timișoara den rumänischen Pokal und damit das Double erringen.

### Nationalmannschaft
Stibinger bestritt zwei Spiele für die rumänische Nationalmannschaft. Er debütierte am 22. Juni 1947 im Rahmen des Balkan-Cups 1947 beim 1:3 gegen Jugoslawien. Sein zweites und letztes Länderspiel bestritt er am 2. Mai 1948 beim Auftaktspiel zum Balkan-Cup 1948 gegen Albanien.

## Erfolge
- Ungarischer Meister: 1943/44
- Rumänischer Meister: 1946/47, 1947/48
- Rumänischer Pokalsieger: 1947/48